# Torre de los Gualandi
La Torre de los Gualandi (en italiano, «Torre dei Gualandi» o «Torre della Muda») es una antigua casa torre medieval italiana ubicada en Pisa e integrada en el Palacio del Reloj, en la parte norte de la plaza de los Caballeros. 

## Historia
La torre perteneció a la familia Gualandi que, en el siglo XIII, la incorporó a una nueva construcción. En sus orígenes se encontraba en la llamada plaza de las siete calles, la actual plaza de los Caballeros. Durante un periodo también fue conocida como «torre de la Muda», debido a que se utilizó para custodiar a los halcones criados en el municipio de Pisa en la época de la muda de las plumas, muy apreciadas por aquel entonces.
En esta torre, el 1 de julio de 1288 fueron encerrados sin víveres, bajo la acusación del delito de traición, el conde Ugolino della Gherardesca, con sus hijos Gherardo y Uguccione y sus dos nietos Nino y Brigata, muriendo por inanición pocos meses después, en 1289. Esa circunstancia motivo que la torre también fuese conocida como «torre del Hambre» («torre della Fame»).
En la actualidad, en el interior del ala derecha del palacio del Reloj, sede de la biblioteca de la Escuela Normal Superior de Pisa, englobados en la estructura del edificio del siglo XVII, se encuentran, totalmente identificables, los restos de la antigua torre protagonista del episodio legendario de Ugolino. 

### El conde Ugolino
Aunque los detalles más oscuros de la vida de Ugolino fueron mencionados con anterioridad por otros escritores, el conde debe su fama a Dante, que le hizo protagonista de una de las más célebres páginas de la Divina comedia (en el capítulo Infierno, XXXIII) donde se refiere el episodio de la torre. En la Divina Comedia, Ugolino explica a Dante cómo los prisioneros murieron lentamente de inanición, y antes de morir, sus hijos le pidieron que se comiera sus cuerpos («Padre: más corto será el duelo si comes de nosotros: Tú que vestiste nuestra carne, desnúdala si quieres»).
Finalmente, Ugolino dice que «el hambre pudo más que el dolor». Así, de la frase deliberadamente ambigua puede entenderse que el conde murió de hambre antes que de pena, aunque la interpretación más popular es que Ugolino acabó comiéndose los cuerpos de sus hijos y nietos, Si bien, hay estudios que dudan de esta circunstancia, atribuyéndola más a la leyenda del conde.

### Museo
Desde 2016 la torre se puede visitar en el interior del palacio del Reloj, con entrada desde la misma plaza, en un espacio dedicado a museo de los restos de los muros de la torre, en un recorrido histórico sobre el conde Ugolino acompañado con versos de la Divina Comedia de Dante.